# Keynan Middleton
Keynan Anthony Middleton (né le 12 septembre 1993 à Portland, Oregon, États-Unis) est un lanceur de relève droitier des White Sox de Chicago de la Ligue majeure de baseball.

## Carrière
Keynan Middleton est choisi par les Angels de Los Angeles au 3e tour de sélection du repêchage de 2013. Middleton est un athlète qui excelle surtout au basket-ball, mais décide de concentrer ses efforts sur le baseball après avoir reçu l'offre des Angels. À l'origine un lanceur partant dans les ligues mineures, le jeune droitier dont la balle rapide atteint régulièrement les 153 à 159 km/h, et parfois les 161 km/h, devient lanceur de relève à partir de la saison 2016.
Il fait ses débuts dans le baseball majeur avec les Angels le 5 mai 2017 face aux Astros de Houston.